# 飯能警察署
飯能警察署（はんのうけいさつしょ）は、埼玉県飯能市にある、埼玉県警察が管轄する警察署の一つ。

## 所在地
- 埼玉県飯能市大字双柳531番地

## 管轄区域
- 飯能市
- 日高市

## 交番
カッコ内は住所及び担当区域
- 飯能駅前交番（飯能市仲町11番25号：東町、稲荷町、岩渕、川寺、栄町、仲町、前が貫、美杉台、緑町、南町、矢颪、柳町）
- 山手町交番（飯能市山手町12番17号：大河原、上直竹上分、上直竹下分、上畑、苅生、久須美、小岩井、小瀬戸、下直竹、下畑、新町、中山、永田、永田台、八幡町、原町、飯能、本町、山手町）
- 飯能東交番（飯能市大字双柳694番地4：青木、芦苅場、阿須、川崎、小久保、下加治、下川崎、新光、中居、双柳、平松、宮沢、岩沢、笠縫）
  - 精明交番（飯能市大字小久保150番地3）と加治交番（飯能市大字笠縫191番地5）を統合して新設された。
- 日高交番（日高市高麗川二丁目3番地12：梅原、上鹿山、鹿山、北平沢、久保、栗坪、高麗本郷、下鹿山、清流、台、高岡、中鹿山、新堀、新堀新田、楡木、野々宮、原宿、南平沢、猿田、山根、横手）
  - 2017年2月に日高市大字鹿山281番地1から現在地に移転した。
- 高萩交番（日高市大字旭ヶ丘908番地：旭ヶ丘、馬引沢、大谷沢、女影、女影新田、駒寺野新田、下大谷沢、下高萩新田、高富、高萩、田木、田波目、中沢、森戸新田）

## 駐在所
- 吾野駐在所（飯能市大字吾野188番地2：吾野、北川、坂元、南川、坂石）
- 東吾野駐在所（飯能市大字虎秀18番地5：井上、虎秀、白子、長沢、平戸、上長沢、高山）
- 原市場駐在所（飯能市大字原市場625番地5：赤沢、上赤工、唐竹、下赤工、中藤上郷、中藤中郷、中藤下郷、原市場、南）
- 名栗駐在所（飯能市大字上名栗216番地の2：上名栗、下名栗）
- 高麗駐在所（日高市武蔵台１丁目23番23号：武蔵台）

## 署長
- 渡辺勝利（刑事部管理官兼生活安全部管理官組織犯罪対策第3課特殊詐欺連合捜査室長事務取扱）警視

## 過去の署長
- 石原啓介（石原莞爾の父）
- 池田豊（元県警本部生活安全部参事官）警視（退官）
- 紙屋修三（第三方面本部長兼警務部参事官）警視（退官）
- 稲村嘉夫（元警務部理事官兼監察官兼第四方面本部副本部長）警視（退官）
- 赤坂保雄（元県警本部交通部交通規制課長）警視（退官）
- 鷹啄昇（熊谷署長）警視（退官）
- 菅原敏幸（越谷署長）警視（退官）
- 福島謙治（県警本部地域部長）警視長（退官）
- 湯本賢（第四方面本部長兼警務部参事官）警視（退官）
- 水谷良二（元高速道路交通警察隊長) 警視（退官）
- 山本恭茂（草加署長) 警視（退官）
- 松崎直樹（飯能署長) 警視（退官）
- 竹内範敏（地域部理事官兼通信指令課長）警視